# Theodor Brorsen
Theodor Johan Christian Ambders Brorsen (n. 29 iulie 1819, Nordborg⁠(d), regiunea Syddanmark, Danemarca – d. 31 martie 1895, Nordborg⁠(d), regiunea Syddanmark, Danemarca) a fost un astronom danez. A descoperit cinci comete, printre care se numără cometa periodică pierdută 5D/Brorsen și cometa periodică 23P/Brorsen-Metcalf.